# Liste der Einträge im National Register of Historic Places im Etowah County
Die Liste der Registered Historic Places im Etowah County in Alabama führt alle Bauwerke und historischen Stätten im Etowah County auf, die in das National Register of Historic Places aufgenommen wurden.

## Aktuelle Einträge
| Lfd. Nr. | Name                                        | Bild | Datum der Eintragung | Adresse/Lage                                                                    | Ort     | ID-Nr.   | Beschreibung |
| -------- | ------------------------------------------- | ---- | -------------------- | ------------------------------------------------------------------------------- | ------- | -------- | ------------ |
| 1        | Alabama City Library                        |      | 27. Dez. 1974        | 1 Cabot Ave.                                                                    | Gadsden | 74000410 |              |
| 2        | Alabama City Wall Street Historic District  |      | 16. Mai 2002         | entlang der Wall St. zwischen Norris Ave. und Meighan Blvd.                     | Gadsden | 02000484 |              |
| 3        | Charles Gunn House                          |      | 19. Feb. 1993        | 872 Chestnut St.                                                                | Gadsden | 93000052 |              |
| 4        | Col. O. R. Hood House                       |      | 8. Mai 1986          | 862 Chestnut St.                                                                | Gadsden | 86001000 |              |
| 5        | Eleventh Street School                      |      | 10. Mai 1984         | 1026 Chestnut St.                                                               | Gadsden | 84000616 |              |
| 6        | Forrest Cemetery Chapel and Comfort Station |      | 3. Sep. 1992         | 1100 S. 15th St.                                                                | Gadsden | 92001069 |              |
| 7        | Gadsden Downtown Historic District          |      | 26. Sep. 1997        | an der Broad St., grob begrenzt durch Locust, 3rd, S. 5th, Chestnut und 7th St. | Gadsden | 97001165 |              |
| 8        | Gadsden Masonic Temple                      |      | 15. Mai 1986         | 120 S. Sixth St.                                                                | Gadsden | 86003758 |              |
| 9        | Gadsden Times-News Building                 |      | 11. Jan. 1983        | Fourth und Chestnut St.                                                         | Gadsden | 83002967 |              |
| 10       | Legion Park Bowl                            |      | 28. Sep. 1988        | 336 1st St. S.                                                                  | Gadsden | 88001581 |              |
| 11       | Turrentine Historic District                |      | 6. Juli 2005         | 300-633 Turrentine Ave.                                                         | Gadsden | 05000649 |              |
| 12       | U.S. Post Office                            |      | 21. Juni 1983        | 401 4th St.                                                                     | Attalla | 83002968 |              |
| 13       | U.S. Post Office                            |      | 3. Juni 1976         | 600 Broad St.                                                                   | Gadsden | 76000325 |              |